# Cool Attitude, le film
Pour la série animée (2001-2005), voir Cool Attitude.
 (janvier 2018).
Si vous disposez d'ouvrages ou d'articles de référence ou si vous connaissez des sites web de qualité traitant du thème abordé ici, merci de compléter l'article en donnant les références utiles à sa vérifiabilité et en les liant à la section « Notes et références ».
Pour plus de détails, voir Fiche technique et Distribution.

Cool Attitude, le film (The Proud Family Movie) est un téléfilm d'animation américain, réalisé par Bruce W. Smith, produit par le Disney Channel et diffusé en 2005. 

## Synopsis
Penny Proud va fêter son 16ème anniversaire. Mais son père, Oscar, décide qu'elle et sa famille partent en vacances tous frais payés mais cela n'est pas de tout repos. Un scientifique fou, le Dr Carter, les capture en refusant de les laisser partir. Il est sur le point de dérober la formule secrète de son père... Penny va tout faire pour libérer sa famille !

## Fiche technique
- Titre original : The Proud Family Movie
- Titre français : Cool attitude, le film
- Réalisation : Bruce W. Smith
- Musique : Danny Jacob
- Direction artistique : Pixot Hunt
- Montage : Jorge Velasco
- Casting : Eilenn Mack Knight, C.S.A, Kamala A. Thomas
- Production : Bruce W. Smith, Ralph Farquhar
- Sociétés de production : Jambalaya Studio
- Sociétés de distribution : Buena Vista Television
- Pays d'origine : États-Unis
- Langue originale : anglais
- Genre : animation
- Durée : 91 min.
- Dates de diffusion :
  -  États-Unis : 19 août 2005
  -  France : Février 2006

## Distribution

### Voix originales
- Kyla Pratt – Penny Proud
- Tommy Davidson – Oscar Proud
- Paula Jai Parker – Trudy Proud
- Jo Marie Payton – Suga Mama
- Tara Strong – Bebe Proud / Cece Proud / Cashew
- Orlando Brown – Sticky Webb
- Jeff Bennett – Mr. Bufferman
- Soleil Moon Frye – Zoey Howser
- Alisa Reyes – LaCienega Boulevardez
- Karen Malina White – Dijonay Jones
- Omarion – 15 Cent
- LisaRaye McCoy – Choreographer
- Arsenio Hall – Dr. Carver / Bobby Proud
- Jeremy Suarez – Wally
- Carlos Alazraqui – Puff / Board Member
- Billy West - Board Member / Cab Driver
- Carlos Mencia - Felix Boulevardez
- Maria Canals - Sunset Boulevardez
- Alvaro Guttierez – Papi
- Patricia Belcher – Mlle Hightower
- Phil LaMarr – Dr. Carver in Disguise / Board Member
- Aries Spears – Wizard Kelly / Board Member
- Keith David – Bebe Proud Clone
- Kevin Michael Richardson – Mangler Mania
- Masi Oka - Japanese Kid / Announcer

### Voix françaises
- Karine Foviau : Penny Proud
- Serge Faliu : Oscar Proud
- Zaïra Benbadis : Trudy Proud
- Danièle Hazan :  Mamita Proud
- Tara Strong - BeBe Proud, CeCe Proud et Puff le Chien
- Annabelle Roux : Charlotte Jones
- Charlyne Pestel : Zoey Howzer
- Chantal Macé : Maria Boulevardez
- Christophe Lemoine : Stevie Webb
- Christophe Peyroux : Bobby Proud
- Jacques Bouanich : Felix Boulevardez
- Jean-Claude Donda : Dr Carver
- Donald Reignoux : Wally
- Charles Pestel : "Fifteen Cent"
- Patricia Legrand : La monitrice d’auto-école
- Gérard Surugue : Voix additionnelles